# 董文琴
董文琴（1972年10月—），女，黑龙江宾县人，汉族，中国共产党党员。中华人民共和国政治人物、第十三届全国人民代表大会黑龙江地区代表。

## 生平
2018年2月24日，当选为第十三届全国人大代表。
2021年7月，任伊春市市长。2024年9月，任伊春市委书记。